# Dorin Goian
Dorin Nicolae Goian (Suceava, 12 dicembre 1980) è un dirigente sportivo, allenatore di calcio ed ex calciatore rumeno, di ruolo difensore.

## Biografia
Sposato con Nadia Maria, il 23 ottobre 2006 è diventato padre per la prima volta: sua figlia si chiama Maya Maria. Il 7 gennaio 2010 gli è nato, a Palermo, il secondogenito, Nectarie Matei.
Suo fratello minore Lucian è anch'egli un calciatore, di ruolo difensore.
Il 25 marzo 2008 è stato premiato con la Medalia "Meritul Sportiv" (Medaglia al Merito Sportivo) dal presidente della Romania Traian Băsescu per i risultati ottenuti nella qualificazione ad Euro 2008.

## Caratteristiche tecniche
È un roccioso difensore centrale molto abile nel gioco aereo. La posizione nel quale rende meglio è il centrale destro in una difesa a 4.

## Carriera

### Club

#### Foresta Fălticeni
Nel 1997, all'età di 17 anni, Goian firma per la squadra rumena Foresta Fălticeni, la squadra della contea di Suceava, dove inizia a giocare con le giovanili. Due anni dopo viene promosso in prima squadra.
Fa la sua prima apparizione in Divizia A nel 2000 all'età di 20 anni nella partita vinta per 2-0 contro il Gloria Bistrița. La squadra viene retrocessa in seconda divisione alla fine della stagione e non raggiunge più la massima serie.
Nell'annata successiva la squadra arriva al decimo posto, e Goian viene notato dagli osservatori del Ceahlăul Piatra Neamț, una squadra di prima divisione rumena nella quale si trasferisce durante la stagione.
Durante i suoi anni al Foresta Fălticeni viene anche ceduto in prestito al Gloria Buzău per alcuni mesi nel 2000.

#### Ceahlaul Piatra Neamt
Dopo la stagione 2003-2004, il Ceahlaul ha la stessa sorte del Foresta e venne retrocesso in seconda divisione; Goian firma così un contratto con un'altra squadra della prima divisione, il Bacău.
Gioca un anno per il Ceahlăul Piatra Neamț collezionando 45 presenze e segnando 2 reti.

#### FCM Bacău
Nel 2003 firma un contratto con il Bacău dove colleziona 26 presenze segnando 2 reti. Durante questo periodo viene convocato per la prima volta in Nazionale maggiore. Dopo mezza stagione con il Bacău (stagione 2004-2005), Goian impressiona gli osservatori dello Steaua București che a metà stagione acquista la metà del suo cartellino.

#### Steaua București

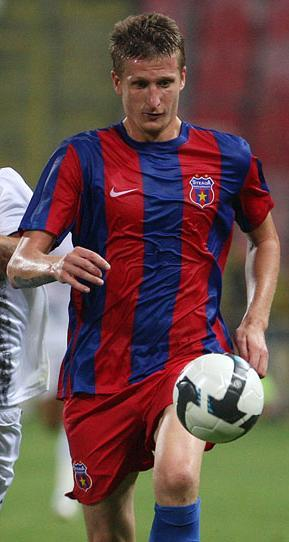
Dorin Goian durante una partita con la Steaua București

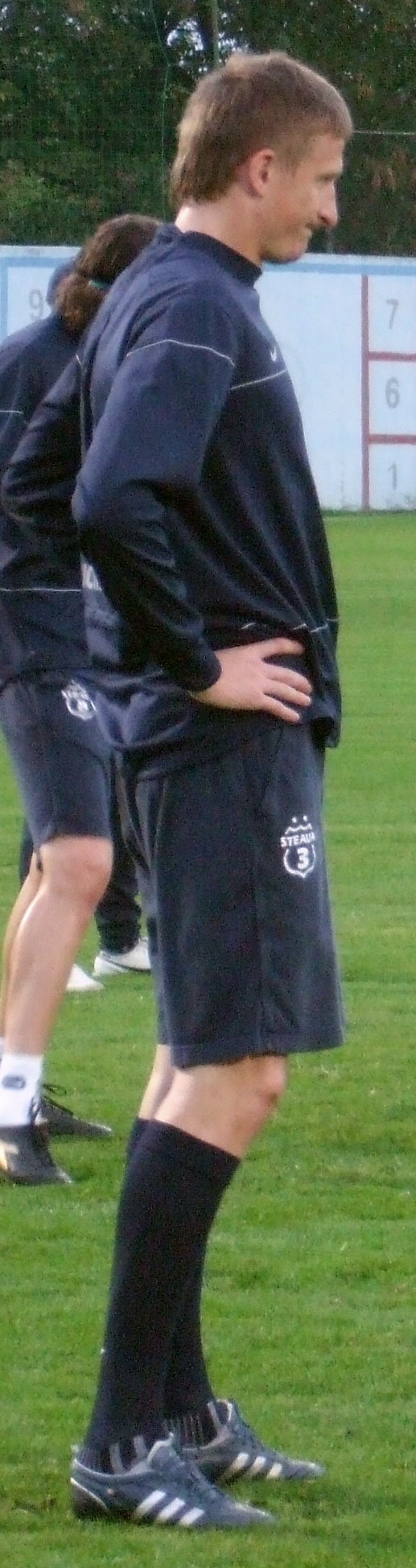
Dorin Goian in allenamento con la Steaua București

Goian firma un contratto quinquennale con la Steaua, che pagò 500.000$ nel 2004 e un milione di dollari nel 2007 per averlo.
Nella sua prima stagione alla Steaua gioca 4 partite, mentre a partire dalla stagione successiva Goian (2005-2006) ha iniziato ad essere titolare, diventando uno dei giocatori insostituibili della squadra.
Goian ha segnato la sua prima rete in Coppa UEFA nella partita contro il Vålerenga con un colpo di testa. Diventa presto il miglior realizzatore della Steaua in Coppa UEFA Cup per la stagione 2005-2006 segnando contro il Lens, l'Halmstads e l'Heerenveen. Segna il secondo gol della sua squadra nella partita persa 2-4 contro il Middlesbrough nella semifinale della competizione.
Nella Champions League 2007-2008 la Steaua affronta il Zagłębie Lubin e il BATĖ Borisov per qualificarsi alla fase a gironi. Con l'aiuto di Goian, che segna in entrambe le partite, la Steaua riesce a superare il turno preliminare. Segna ancora nella partita contro lo Slavia Praga, ma non è abbastanza per la Steaua che perde la partita per 2-1.
È stato capitano della Steaua per la prima volta il 24 ottobre del 2007 nella partita contro il Siviglia (2-1 per gli spagnoli), ereditando la fascia da Nicolae Dică, sostituito.
Goian apparteneva ancora per il 50% alla Steaua e per il restante 50% al FCM Bacău, la squadra dalla quale proveniva prima di approdare alla Steaua. C'era una clausola nel suo contratto, ovvero che se fosse stato ceduto ad un club straniero, la Steaua avrebbe dovuto pagare la metà della cifra ricevuta al FCM Bacău, fino ad un massimo di un milione di euro. George Becali, il presidente della Steaua, dopo la partita di Coppa UEFA contro lo Slavia Praga il 16 ottobre del 2007, ha pagato però la restante la cifra al Bacău e così la clausola è stata annullata.
È stato il giocatore più sanzionato della Steaua nella stagione 2007-2008 con 9 cartellini gialli ed un cartellino rosso.
Il 1º luglio del 2008 iniziano i problemi con la dirigenza: lui vuole lasciare la squadra prima dell'inizio della nuova stagione, ma a causa del suo alto costo di cartellino non può farlo. Fa anche notare che i dirigenti della squadra non consideravano seriamente le offerte fatte per lui. George Becali risponde che il costo del suo cartellino era stato deciso da lui e che Goian non sarebbe più stato un giocatore titolare nella squadra. Aggiunge inoltre che avrebbe venduto il giocatore a chiunque avesse offerto 3 milioni di euro. In seguito Becali si accorse dell'errore e Goian riconquistò un posto tra i titolari. Il 4 aprile del 2009 il giocatore diventa nuovamente capitano contro il Gloria Bistrita, perché il capitano titolare, Sorin Ghionea, era infortunato. Anche se Petre Marin era il giocatore con più presenze, l'allenatore Marius Lăcătuș considerò che Goian potesse essere un capitano migliore. La partita termina con la vittoria della Steaua.
Segna la prima rete della stagione 2008-2009 grazie alla realizzazione di un rigore contro l'Otelul Galati. Il 30 luglio del 2009 era capitano durante la vittoria contro il Motherwell segnando anche il primo gol con un colpo di testa. Nella stessa partita sbaglia un rigore per il quale venne duramente criticato dal presidente Becali che decise di estrometterlo dalla lista dei rigoristi.
Goian è stato il giocatore più sanzionato della Steaua nella stagione 2008-09 con 10 cartellini gialli e altri 4 in Coppa UEFA.
Nella stagione 2009-2010 è riuscito a giocare solo 4 partite con la Steaua, 3 di Coppa e una di campionato contro la sua ex squadra, il Ceahlăul Piatra Neamț (0-2), a Ceahlău, prima giornata del campionato rumeno, per poi trasferirsi in Italia al Palermo.
Durante i quattro anni passati alla Steaua si è rivelato come uno dei migliori difensori di Romania.

#### Palermo

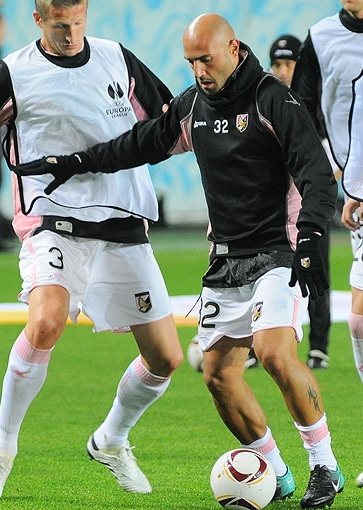
Dorin Goian (a sinistra) affronta Massimo Maccarone durante il riscaldamento di - del 4 novembre 2010.

Il 6 agosto 2009 la società rumena annuncia la cessione del giocatore al Palermo per una cifra vicina ai due milioni di euro. Il giorno seguente è arrivata l'ufficialità anche da parte della società rosanero, con la quale ha sottoscritto un contratto quadriennale. Il numero di maglia scelto dal giocatore è il 3.
Esordisce sia nel campionato italiano che con la maglia rosanero il 23 settembre in occasione del pareggio casalingo del Palermo per 3-3 contro la Roma alla quinta giornata di campionato, giocando tutta la partita.
Durante tutta la stagione viene utilizzato come primo rincalzo dei titolari Simon Kjær e Cesare Bovo, giocando complessivamente 14 partite di campionato.
La stagione 2010-2011 non inizia nel migliore dei modi in quanto il 1º agosto 2010 si infortuna durante l'amichevole di preparazione contro la Dinamo Tirana, riportando un trauma distorsivo alla caviglia destra e al ginocchio destro. Torna a giocare una partita ufficiale con la formazione Primavera nell'incontro del 16 ottobre 2010 valido per la quinta giornata del Campionato di categoria perso per 2-3 contro il Pescara. Debutta in stagione nella terza giornata della fase a gironi di Europa League contro i russi del CSKA Mosca disputata il 21 ottobre e persa per 3-0: Goian ha disputato tutti i novanta minuti e per lui si è trattato dell'esordio in Europa con la maglia del Palermo.
Nella partita casalinga contro la Sampdoria (vittoria per 3-0) del 6 gennaio 2011 valida per la 18ª giornata si infortuna, restando fuori dal campo per settantadue giorni: rientra infatti in Palermo-Milan, rendendosi autore della marcatura che fissa il risultato sull'1-0 al 10'. Questo gol, che è anche il suo primo con la maglia del Palermo ed il primo nel campionato italiano, interrompe una serie negativa di cinque sconfitte consecutive, durante le quali la squadra non aveva segnato per 412' minuti. Chiude la stagione con 22 presenze complessive, suddivise fra campionato, Coppa Italia (persa in finale contro l'Inter per 3-1) ed Europa League, mentre l'esperienza in rosanero, durata due stagioni, si conclude con 36 presenze complessive.

#### Rangers e prestito allo Spezia
Dopo esser stato osservato per lungo tempo dai Rangers, il 25 luglio 2011 viene ufficializzata la sua cessione a titolo definitivo; con la squadra scozzese - che ha pagato il suo cartellino 500 000 euro - firma un contratto triennale da 500 000 euro a stagione.
Cinque giorni dopo esordisce con la nuova squadra giocando titolare nella seconda giornata di campionato vinta per 2-0 in casa del St. Johnstone. Il 21 settembre realizza la prima rete coi Rangers, nella sconfitta esterna per 3-2 contro il Falkirk valida per la Scottish League Cup, che è l'unica marcatura nelle 38 presenze complessive stagionali.
A fine stagione la squadra, in crisi societaria, viene esclusa dalla massima serie per fallimento, e tutti i giocatori risultano svincolati. Nonostante la retrocessione del club in quarta divisione, Goian ha deciso dapprima di rimanere tra le file della squadra di Glasgow. Il 23 agosto, dopo 2 partite di campionato e una in coppa nazionale, si trasferisce allo Spezia, in Serie B. Il 23 dicembre segna il suo primo gol con lo Spezia nella partita contro il Padova persa per 2-3.

#### Asteras Tripoli
Il 21 luglio 2013 si trasferisce nella squadra greca dell'Asteras Tripolis.

### Nazionale

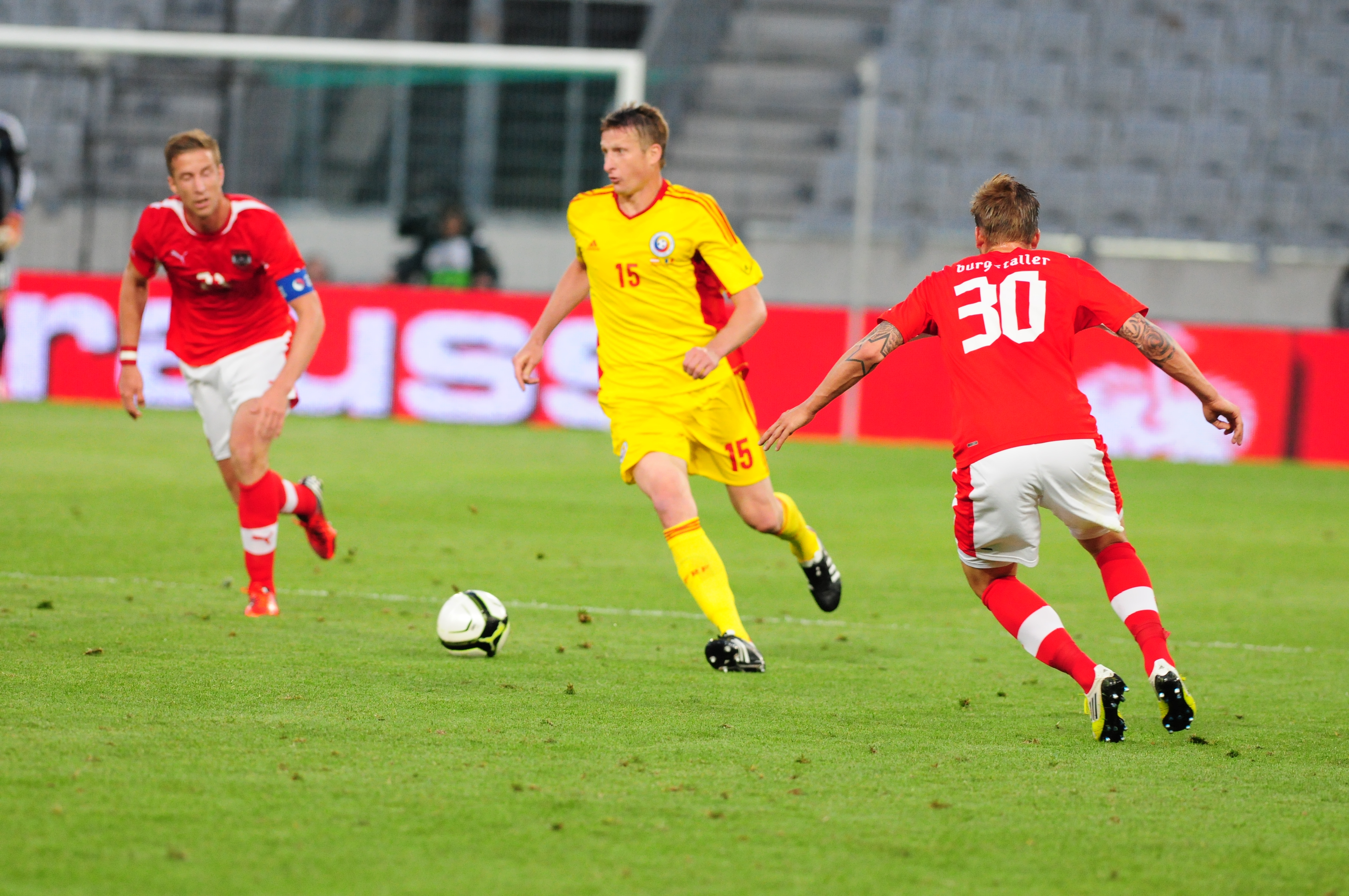
Goian durante Romania-Austria del 5 giugno 2012

Ha esordito in Nazionale maggiore il 16 novembre 2005 contro la Nigeria.
Ha partecipato all'Europeo 2008, nel quale ha giocato le prime due partite contro Francia (0-0) e Italia (1-1) da titolare, saltando per squalifica quella con l'Paesi Bassi (2-0 per gli Orange).
Ha perso per poco tempo il posto in Nazionale all'inizio della stagione agonistica 2009-2010 in quanto nel Palermo, sua nuova squadra, inizialmente faticava a trovare spazio; poi, quando ha iniziato a fare qualche apparizione, è tornato a vestire la maglia della Romania, giocando le ultime due partite di qualificazione ai Mondiali 2010.
Ricevuta la convocazione in vista delle partite contro Bosnia ed Erzegovina e Lussemburgo per le qualificazioni agli Europei 2012, gioca la prima (persa per 2-1 in trasferta) da titolare per tutti e 90 i minuti.

## Statistiche

### Presenze e reti nei club
Statistiche aggiornate al 7 giugno 2015.
| Stagione                | Squadra                 | Campionato              | Campionato | Campionato | Coppe nazionali | Coppe nazionali | Coppe nazionali | Coppe continentali | Coppe continentali | Coppe continentali | Altre coppe | Altre coppe | Altre coppe | Totale | Totale |
| Stagione                | Squadra                 | Comp                    | Pres       | Reti       | Comp            | Pres            | Reti            | Comp               | Pres               | Reti               | Comp        | Pres        | Reti        | Pres   | Reti   |
| ----------------------- | ----------------------- | ----------------------- | ---------- | ---------- | --------------- | --------------- | --------------- | ------------------ | ------------------ | ------------------ | ----------- | ----------- | ----------- | ------ | ------ |
| 1999-gen. 2000          | Foresta Suceava         | Divizia B               | 2          | 0          | -               | -               | -               | -                  | -                  | -                  | -           | -           | -           | 2      | 0      |
| gen.-giu. 2000          | Gloria Buzău            | Divizia B               | 19         | 0          | -               | -               | -               | -                  | -                  | -                  | -           | -           | -           | 19     | 0      |
| 1998-1999               | Foresta Suceava         | Divizia A               | 15         | 0          | -               | -               | -               | -                  | -                  | -                  | -           | -           | -           | 15     | 0      |
| 2001-gen. 2002          | Foresta Suceava         | Divizia B               | 11         | 2          | -               | -               | -               | -                  | -                  | -                  | -           | -           | -           | 11     | 2      |
| Totale Foresta Suceava  | Totale Foresta Suceava  | Totale Foresta Suceava  | 28         | 2          |                 | -               | -               |                    | -                  | -                  |             | -           | -           | 28     | 2      |
| gen.-giu. 2002          | Ceahlăul                | Divizia A               | 9          | 0          | -               | -               | -               | -                  | -                  | -                  | -           | -           | -           | 9      | 0      |
| 2002-2003               | Ceahlăul                | Divizia A               | 23         | 2          | -               | -               | -               | -                  | -                  | -                  | -           | -           | -           | 23     | 2      |
| 2003-gen. 2004          | Ceahlăul                | Divizia A               | 13         | 0          | -               | -               | -               | -                  | -                  | -                  | -           | -           | -           | 10     | 0      |
| Totale Ceahlăul         | Totale Ceahlăul         | Totale Ceahlăul         | 45         | 2          |                 | -               | -               |                    | -                  | -                  |             | -           | -           | 45     | 2      |
| gen.-giu. 2004          | Bacău                   | Divizia A               | 12         | 0          | -               | -               | -               | -                  | -                  | -                  | -           | -           | -           | 12     | 0      |
| 2004-gen. 2005          | Bacău                   | Divizia A               | 14         | 2          | -               | -               | -               | -                  | -                  | -                  | -           | -           | -           | 14     | 2      |
| Totale Bacău            | Totale Bacău            | Totale Bacău            | 26         | 2          |                 | -               | -               |                    | -                  | -                  |             | -           | -           | 26     | 2      |
| gen.-giu. 2005          | Steaua București        | Divizia A               | 4          | 0          |                 | 0               | 0               | -                  | -                  | -                  | -           | -           | -           | 4      | 0      |
| 2005-2006               | Steaua București        | Divizia A               | 23         | 2          |                 | 1               | 0               | CU                 | 14                 | 5                  | -           | -           | -           | 38     | 7      |
| 2006-2007               | Steaua București        | Liga I                  | 28         | 1          |                 | 3               | 0               | CL+CU              | 9+2                | 0                  | -           | -           | -           | 42     | 1      |
| 2007-2008               | Steaua București        | Liga I                  | 23         | 2          |                 | 0               | 0               | CL                 | 8                  | 3                  | -           | -           | -           | 31     | 5      |
| 2008-2009               | Steaua București        | Liga I                  | 26         | 1          |                 | 0               | 0               | CL                 | 7                  | 1                  | -           | -           | -           | 33     | 2      |
| ago. 2009               | Steaua București        | Liga I                  | 1          | 0          |                 | -               | -               | EL                 | 3                  | 0                  | -           | -           | -           | 4      | 0      |
| Totale Steaua București | Totale Steaua București | Totale Steaua București | 105        | 6          |                 | 4               | 0               |                    | 43                 | 9                  |             | -           | -           | 152    | 15     |
| 2009-2010               | Palermo                 | A                       | 14         | 0          | CI              | 0               | 0               | -                  | -                  | -                  | -           | -           | -           | 14     | 0      |
| 2010-2011               | Palermo                 | A                       | 16         | 1          | CI              | 3               | 0               | UEL                | 3                  | 0                  | -           | -           | -           | 22     | 1      |
| Totale Palermo          | Totale Palermo          | Totale Palermo          | 30         | 1          |                 | 3               | 0               |                    | 3                  | 0                  |             | -           | -           | 36     | 1      |
| 2011-2012               | Rangers                 | SPL                     | 33         | 0          | CS+SLC          | 2+1             | 0+1             | UCL+UEL            | 0+2                | 0                  | -           | -           | -           | 38     | 1      |
| ago. 2012               | Rangers                 | STD                     | 2          | 0          | SLC             | 1               | 0               | -                  | -                  | -                  | -           | -           | -           | 3      | 0      |
| Totale Rangers          | Totale Rangers          | Totale Rangers          | 35         | 0          |                 | 4               | 1               |                    | 2                  | 0                  |             | -           | -           | 41     | 1      |
| ago. 2012-2013          | Spezia                  | B                       | 26         | 2          | CI              | -               | -               | -                  | -                  | -                  | -           | -           | -           | 26     | 2      |
| 2013-2014               | Asteras Tripolis        | SL                      | 26+3       | 1          | CG              | 2               | 0               | UEL                | 1                  | 0                  | -           | -           | -           | 32     | 1      |
| 2014-2015               | Asteras Tripolis        | SL                      | 22+5       | 1          | CG              | 3               | 1               | UEL                | 9                  | 1                  | -           | -           | -           | 39     | 3      |
| 2015-2016               | Asteras Tripolis        | SL                      | 13         | 0          | CG              | 0               | 0               | UEL                | 2                  | 0                  | -           | -           | -           | 7      | 0      |
| Totale Asteras Tripolis | Totale Asteras Tripolis | Totale Asteras Tripolis | 53+8       | 2          |                 | 5               | 1               |                    | 12                 | 1                  |             | -           | -           | 78     | 4      |
| Totale carriera         | Totale carriera         | Totale carriera         | 367+8      | 17         |                 | 16              | 2               |                    | 60                 | 10                 |             | -           | -           | 451    | 29     |

### Cronologia presenze e reti in Nazionale
| Cronologia completa delle presenze e delle reti in nazionale ― Romania | Cronologia completa delle presenze e delle reti in nazionale ― Romania | Cronologia completa delle presenze e delle reti in nazionale ― Romania | Cronologia completa delle presenze e delle reti in nazionale ― Romania | Cronologia completa delle presenze e delle reti in nazionale ― Romania | Cronologia completa delle presenze e delle reti in nazionale ― Romania | Cronologia completa delle presenze e delle reti in nazionale ― Romania | Cronologia completa delle presenze e delle reti in nazionale ― Romania |
| Data                                                                   | Città                                                                  | In casa                                                                | Risultato                                                              | Ospiti                                                                 | Competizione                                                           | Reti                                                                   | Note                                                                   |
| ---------------------------------------------------------------------- | ---------------------------------------------------------------------- | ---------------------------------------------------------------------- | ---------------------------------------------------------------------- | ---------------------------------------------------------------------- | ---------------------------------------------------------------------- | ---------------------------------------------------------------------- | ---------------------------------------------------------------------- |
| 16-11-2005                                                             | Bucarest                                                               | Romania                                                                | 3 – 0                                                                  | Nigeria                                                                | Amichevole                                                             | -                                                                      |                                                                        |
| 24-5-2006                                                              | Los Angeles                                                            | Romania                                                                | 0 – 2                                                                  | Uruguay                                                                | Amichevole                                                             | -                                                                      | 61’                                                                    |
| 26-5-2006                                                              | Chicago                                                                | Romania                                                                | 2 – 0                                                                  | Irlanda del Nord                                                       | Amichevole                                                             | -                                                                      | 56’                                                                    |
| 27-5-2006                                                              | Chicago                                                                | Romania                                                                | 0 – 0                                                                  | Colombia                                                               | Amichevole                                                             | -                                                                      |                                                                        |
| 7-10-2006                                                              | Bucarest                                                               | Romania                                                                | 3 – 1                                                                  | Bielorussia                                                            | Qual. Euro 2008                                                        | 1                                                                      |                                                                        |
| 15-11-2006                                                             | Cadice                                                                 | Spagna                                                                 | 0 – 1                                                                  | Romania                                                                | Amichevole                                                             | -                                                                      | 87’                                                                    |
| 7-2-2007                                                               | Bucarest                                                               | Romania                                                                | 2 – 0                                                                  | Moldavia                                                               | Amichevole                                                             | -                                                                      | 46’                                                                    |
| 24-3-2007                                                              | Rotterdam                                                              | Paesi Bassi                                                            | 0 – 0                                                                  | Romania                                                                | Qual. Euro 2008                                                        | -                                                                      | 55’                                                                    |
| 28-3-2007                                                              | Piatra Neamț                                                           | Romania                                                                | 3 – 0                                                                  | Lussemburgo                                                            | Qual. Euro 2008                                                        | -                                                                      | 44’                                                                    |
| 6-6-2007                                                               | Timișoara                                                              | Romania                                                                | 2 – 0                                                                  | Slovenia                                                               | Qual. Euro 2008                                                        | -                                                                      |                                                                        |
| 22-8-2007                                                              | Bucarest                                                               | Romania                                                                | 2 – 0                                                                  | Turchia                                                                | Amichevole                                                             | -                                                                      |                                                                        |
| 8-9-2007                                                               | Minsk                                                                  | Bielorussia                                                            | 1 – 3                                                                  | Romania                                                                | Qual. Euro 2008                                                        | -                                                                      |                                                                        |
| 12-9-2007                                                              | Colonia                                                                | Germania                                                               | 3 – 1                                                                  | Romania                                                                | Amichevole                                                             | 1                                                                      | 70’                                                                    |
| 13-10-2007                                                             | Costanza                                                               | Romania                                                                | 1 – 0                                                                  | Paesi Bassi                                                            | Qual. Euro 2008                                                        | 1                                                                      |                                                                        |
| 17-10-2007                                                             | Lussemburgo                                                            | Lussemburgo                                                            | 0 – 2                                                                  | Romania                                                                | Qual. Euro 2008                                                        | -                                                                      |                                                                        |
| 17-11-2007                                                             | Sofia                                                                  | Bulgaria                                                               | 1 – 0                                                                  | Romania                                                                | Qual. Euro 2008                                                        | -                                                                      | 58’                                                                    |
| 21-11-2007                                                             | Bucarest                                                               | Romania                                                                | 6 – 1                                                                  | Albania                                                                | Qual. Euro 2008                                                        | -                                                                      |                                                                        |
| 6-2-2008                                                               | Tel-Aviv                                                               | Israele                                                                | 1 – 0                                                                  | Romania                                                                | Amichevole                                                             | -                                                                      |                                                                        |
| 26-3-2008                                                              | Bucarest                                                               | Romania                                                                | 3 – 0                                                                  | Russia                                                                 | Amichevole                                                             | -                                                                      |                                                                        |
| 31-5-2008                                                              | Bucarest                                                               | Romania                                                                | 4 – 0                                                                  | Montenegro                                                             | Amichevole                                                             | -                                                                      | 46’                                                                    |
| 9-6-2008                                                               | Zurigo                                                                 | Romania                                                                | 0 – 0                                                                  | Francia                                                                | Euro 2008 - 1º Turno                                                   | -                                                                      | 43’                                                                    |
| 13-6-2008                                                              | Zurigo                                                                 | Italia                                                                 | 1 – 1                                                                  | Romania                                                                | Euro 2008 - 1º Turno                                                   | -                                                                      | 73’                                                                    |
| 6-9-2008                                                               | Cluj-Napoca                                                            | Romania                                                                | 0 – 3                                                                  | Lituania                                                               | Qual. Mondiali 2010                                                    | -                                                                      | 37’                                                                    |
| 10-9-2008                                                              | Tórshavn                                                               | Fær Øer                                                                | 0 – 1                                                                  | Romania                                                                | Qual. Mondiali 2010                                                    | -                                                                      |                                                                        |
| 11-10-2008                                                             | Costanza                                                               | Romania                                                                | 2 – 2                                                                  | Francia                                                                | Qual. Mondiali 2010                                                    | 1                                                                      | 18’                                                                    |
| 19-11-2008                                                             | Bucarest                                                               | Romania                                                                | 2 – 1                                                                  | Georgia                                                                | Amichevole                                                             | 1                                                                      | 46’                                                                    |
| 11-2-2009                                                              | Bucarest                                                               | Romania                                                                | 2 – 1                                                                  | Croazia                                                                | Amichevole                                                             | -                                                                      | 73’                                                                    |
| 1-4-2009                                                               | Klagenfurt                                                             | Austria                                                                | 2 – 1                                                                  | Romania                                                                | Qual. Mondiali 2010                                                    | -                                                                      | 59’                                                                    |
| 12-8-2009                                                              | Budapest                                                               | Ungheria                                                               | 0 – 1                                                                  | Romania                                                                | Amichevole                                                             | -                                                                      |                                                                        |
| 10-10-2009                                                             | Belgrado                                                               | Serbia                                                                 | 5 – 0                                                                  | Romania                                                                | Qual. Mondiali 2010                                                    | -                                                                      | 60’                                                                    |
| 14-10-2009                                                             | Piatra Neamț                                                           | Romania                                                                | 3 – 1                                                                  | Fær Øer                                                                | Qual. Mondiali 2010                                                    | -                                                                      | 26’                                                                    |
| 14-11-2009                                                             | Varsavia                                                               | Polonia                                                                | 0 – 1                                                                  | Romania                                                                | Amichevole                                                             | -                                                                      | 70’                                                                    |
| 3-3-2010                                                               | Timișoara                                                              | Romania                                                                | 0 – 2                                                                  | Israele                                                                | Amichevole                                                             | -                                                                      | 46’                                                                    |
| 2-6-2010                                                               | Villach                                                                | Romania                                                                | 0 – 1                                                                  | Macedonia                                                              | Amichevole                                                             | -                                                                      | 46’                                                                    |
| 5-6-2010                                                               | Sankt Veit an der Glan                                                 | Romania                                                                | 3 – 0                                                                  | Honduras                                                               | Amichevole                                                             | -                                                                      |                                                                        |
| 17-11-2010                                                             | Klagenfurt                                                             | Romania                                                                | 1 – 1                                                                  | Italia                                                                 | Amichevole                                                             | -                                                                      | 15’                                                                    |
| 26-3-2011                                                              | Zenica                                                                 | Bosnia ed Erzegovina                                                   | 2 – 1                                                                  | Romania                                                                | Qual. Euro 2012                                                        | -                                                                      |                                                                        |
| 29-3-2011                                                              | Piatra Neamț                                                           | Romania                                                                | 3 – 1                                                                  | Lussemburgo                                                            | Qual. Euro 2012                                                        | -                                                                      | 65’                                                                    |
| 2-9-2011                                                               | Lussemburgo                                                            | Lussemburgo                                                            | 0 – 2                                                                  | Romania                                                                | Qual. Euro 2012                                                        | -                                                                      | 66’                                                                    |
| 6-9-2011                                                               | Bucarest                                                               | Romania                                                                | 0 – 0                                                                  | Francia                                                                | Qual. Euro 2012                                                        | -                                                                      | 69’                                                                    |
| 11-10-2011                                                             | Tirana                                                                 | Albania                                                                | 1 – 1                                                                  | Romania                                                                | Qual. Euro 2012                                                        | -                                                                      |                                                                        |
| 11-11-2011                                                             | Liegi                                                                  | Belgio                                                                 | 2 – 1                                                                  | Romania                                                                | Amichevole                                                             | -                                                                      | 76’                                                                    |
| 15-11-2011                                                             | Altach                                                                 | Grecia                                                                 | 1 – 3                                                                  | Romania                                                                | Amichevole                                                             | -                                                                      | cap.                                                                   |
| 29-2-2012                                                              | Bucarest                                                               | Romania                                                                | 1 – 1                                                                  | Uruguay                                                                | Amichevole                                                             | -                                                                      | 70’                                                                    |
| 30-5-2012                                                              | Lucerna                                                                | Svizzera                                                               | 0 – 1                                                                  | Romania                                                                | Amichevole                                                             | -                                                                      | 85’                                                                    |
| 5-6-2012                                                               | Innsbruck                                                              | Austria                                                                | 0 – 0                                                                  | Romania                                                                | Amichevole                                                             | -                                                                      |                                                                        |
| 7-9-2012                                                               | Tallinn                                                                | Estonia                                                                | 0 – 2                                                                  | Romania                                                                | Qual. Mondiali 2014                                                    | -                                                                      | 90+2’                                                                  |
| 12-10-2012                                                             | Istanbul                                                               | Turchia                                                                | 0 – 1                                                                  | Romania                                                                | Qual. Mondiali 2014                                                    | -                                                                      | 49’                                                                    |
| 16-10-2012                                                             | Bucarest                                                               | Romania                                                                | 1 – 4                                                                  | Paesi Bassi                                                            | Qual. Mondiali 2014                                                    | -                                                                      |                                                                        |
| 14-11-2012                                                             | Bucarest                                                               | Romania                                                                | 2 – 1                                                                  | Belgio                                                                 | Amichevole                                                             | -                                                                      | 46’                                                                    |
| 6-2-2013                                                               | Malaga                                                                 | Romania                                                                | 3 – 2                                                                  | Australia                                                              | Amichevole                                                             | -                                                                      | 80’                                                                    |
| 22-3-2013                                                              | Budapest                                                               | Ungheria                                                               | 2 – 2                                                                  | Romania                                                                | Qual. Mondiali 2014                                                    | -                                                                      | 73’                                                                    |
| 4-6-2013                                                               | Bucarest                                                               | Romania                                                                | 4 – 0                                                                  | Trinidad e Tobago                                                      | Amichevole                                                             | -                                                                      | 46’                                                                    |
| 14-8-2013                                                              | Bucarest                                                               | Romania                                                                | 1 – 1                                                                  | Slovacchia                                                             | Amichevole                                                             | -                                                                      | 46’                                                                    |
| 6-9-2013                                                               | Bucarest                                                               | Romania                                                                | 3 – 0                                                                  | Ungheria                                                               | Qual. Mondiali 2014                                                    | -                                                                      |                                                                        |
| 10-9-2013                                                              | Bucarest                                                               | Romania                                                                | 0 – 2                                                                  | Turchia                                                                | Qual. Mondiali 2014                                                    | -                                                                      |                                                                        |
| 11-10-2013                                                             | Andorra la Vella                                                       | Andorra                                                                | 0 – 4                                                                  | Romania                                                                | Qual. Mondiali 2014                                                    | -                                                                      |                                                                        |
| 15-10-2013                                                             | Bucarest                                                               | Romania                                                                | 2 – 0                                                                  | Estonia                                                                | Qual. Mondiali 2014                                                    | -                                                                      |                                                                        |
| 15-11-2013                                                             | Atene                                                                  | Grecia                                                                 | 3 – 1                                                                  | Romania                                                                | Qual. Mondiali 2014                                                    | -                                                                      | 43’                                                                    |
| 19-11-2013                                                             | Bucarest                                                               | Romania                                                                | 1 – 1                                                                  | Grecia                                                                 | Qual. Mondiali 2014                                                    | -                                                                      |                                                                        |
| 11-10-2014                                                             | Bucarest                                                               | Romania                                                                | 1 – 1                                                                  | Ungheria                                                               | Qual. Euro 2016                                                        | -                                                                      | 5’                                                                     |
| Totale                                                                 |                                                                        | Presenze                                                               | 61                                                                     |                                                                        | Reti                                                                   | 5                                                                      |                                                                        |

## Palmarès

### Club

#### Competizioni nazionali
- Campionato rumeno: 2

Steaua Bucarest: 2004-2005, 2005-2006
- Supercoppa di Romania: 1

Steaua Bucarest: 2006